# CD Masnou
CD Masnou is een Spaanse voetbalclub uit El Masnou in de regio Catalonië. De club heeft als thuisstadion het Estadi Municipal del Masnou.

## Geschiedenis
CD Masnou werd opgericht op 20 augustus 1920 als algemene sportvereniging met naast voetbal ook atletiek en zwemmen. De club was in de geschiedenis voornamelijk actief op amateurniveau met acht seizoenen in de Tercera División (1972/1973, 1975/1976, 1977-1981, 1985/1986, 2006/2007).